# Реквием (Козловский)
Реквием (Missa pro defunctus) — произведение для пяти солистов, хора и оркестра Осипа Козловского, Op. 14.

## История создания
Написан на смерть польского короля Станислава II. Впервые исполнен в католическом Храме Св. Екатерины Александрийской в Санкт-Петербурге 25 февраля 1798. Является первым Реквиемом, написанным в России. Существует ещё один Реквием Козловского, написанный на смерть Императора Александра I

## Сочинение
Реквием ми-бемоль минор состоит из 13 частей. 

1. Reaquiem/Kyrie
2. Dies irae — начинается ударом там-тама, предвосхищающего подобный прием оркестровки в до-минорном Реквиеме Керубини
3. Tuba mirum
4. Judex ergo
5. Confutatis maledictus
6. Lacrimosa
7. Domine Jesu Christe
8. Sanctus
9. Benedictus
10. Agnus Dei
11. Quia pius es
12. Marche funèbre
13. Salve Regina

### Состав исполнителей
Реквием написан для пяти солистов — двух сопрано, меццо-сопрано, тенора, баса, хора и оркестра.

## Записи
Осип Козловский. Реквием. «Мелодия», 1988. Дирижер Владимир Есипов, солисты Галина Симкина, Лидия Черных, Валентина Панина, Константин Лисовский, Владимир Маторин. Государственный Московский хор, Московский хор учителей, Государственный симфонический оркестр Министерства культуры СССР.